# Jevgenij Tjernov
Jevgenij Aleksandrovitj Tjernov (russisk: Евгений Александрович Чернов; født 23. oktober 1992) er en russisk professional fodboldspiller, der spiller for FC Tosno, udlejet fra FC Zenit.
Han fik sin debut i Ruslands førstedivision i fodbold for FC Tom Tomsk den 27 april 2012 i en kamp mod FC Amkar Perm.